# Universidad de Takushoku
La Universidad Takushoku (拓殖 大学 Takushoku Daigaku?), también llamada Takudai (拓大?) es una universidad privada en Japón fundada en 1900 por el duque Katsura Tarō. La Universidad está ubicada en Tokio y tiene dos campus: el campus principal en Bunkyō y un campus secundario en Hachiōji. La Universidad Takushoku tiene cinco Facultades: Comercio, Ciencias Políticas y Económicas, Lenguas Extranjeras, Estudios Internacionales e Ingeniería. Originalmente, la Universidad de Takushoku se llamaba "Escuela de la Asociación de Taiwán" y se fundó con el objetivo principal de formar graduados que contribuyeran al desarrollo de la isla de Taiwán, entonces colonia japonesa. En 1907, pasó a llamarse "Escuela Profesional de la Asociación Oriental" y en 1918 adoptó su nombre actual.